# Juan Sánchez García
|  | No confondre amb el ciclista Juan Sánchez Camero |

Juan Sánchez García (La Escucha, Llorca, 21 de juny de 1936) va ser un ciclista espanyol que fou professional entre 1962 i 1966.
Del seu palmarès destaca la victòria d'etapa a la Volta a Catalunya de 1962 amb final a Banyoles.
Durant la disputa del Tour de l'Avenir de 1963, va patir una forta caiguda que trencar la seva carrera esportiva.

## Palmarès
- 1962
  - Vencedor d'una etapa a la Volta a Catalunya
  - Vencedor de 2 etapes a la Volta a Guatemala
- 1963
  - Vencedor d'una etapa a la Volta a Andalusia

### Resultats a la Volta a Espanya
- 1963. 36è de la classificació general

### Resultats al Tour de França
- 1963. Abandona (3a etapa)